# Château de Triviers
Le château de Triviers est un château du XVIe siècle situé en France sur la commune de Challes-les-Eaux, dans le département de la Savoie en région Auvergne-Rhône-Alpes.

## Situation
Le château est situé dans le parc de Triviers, au sud-est de la commune de Challes-les-Eaux, en Savoie.

## Histoire
Le château a été construit vers 1550 par le noble Berthier, secrétaire à la chambre des comptes, procureur et conseiller d’état.
En 1613, la bâtisse devient la maison forte de Saint Vincent et François, le fils du noble Berthier, reçoit le titre de « Seigneur de Saint Vincent ». Peu après en 1637, le domaine est agrandi par la dot de Lucrèce Raffin de La Biguerne lors de son mariage avec le propriétaire de l'époque, Claude Gaspard, qui épouse en secondes noces Catherine Guillet De Montoux avec qui il a un fils, Alphonse Berthier De Saint Vincent.
En 1700, le fils d'Alphonse, Thomas, décède sans descendant direct. À la suite de longues batailles juridiques, la propriété est remise à Jean-Louis Berthier De Saint-Vincent en 1710. Mais il vit en Italie et vend le château au profit de ses sœurs, restées en Savoie. L'une d'elles épouse l’avocat Bally qui prend le nom de « Saint Vincent » avant de l'abandonner peu de temps avant la Révolution française.
En 1800, le domaine, qui appartient alors à Mme Favier De La Biguerne, la petite fille de Bally, est agrandi de 50 hectares, portant la superficie totale à 108 hectares. Lorsque son mari décède, elle épouse le marquis Paul d’Oncieu de Chaffardon. À la fin du siècle, le château est acquis par Louis Vuillerme qui le transforme en hôtel sous le nom d’Hôtel d’Angleterre en 1883. Il change de nouveau de mains et devient la propriété des chevrons de Villette qui l'aménage en plusieurs appartements en 1890.
Lors de la guerre, le château est utilisé comme pension. En 1921, André Rouveyre l'achète, puis le revend en 1939 à Lucien Clanet.
En 1946, le château devient le siège du centre national de l’aviation civile, puis redevient un hôtel en 1949 et se classe parmi les meilleurs établissements de la région sous le nom d’Hôtel du Château de Triviers jusqu'en 1956, lorsqu'il sert de colonie de vacances pour les enfants des ouvriers des Chantiers de l’Atlantique de Saint-Nazaire.
Il devient à nouveau un hôtel en 1966 et est géré par Jean Clanet, le fils de Lucien. En février 1995, l'hôtel est vendu en appartements.